# Styela yakutatensis
Styela yakutatensis är en sjöpungsart som beskrevs av Friedrich Ritter 1901. Styela yakutatensis ingår i släktet Styela och familjen Styelidae. Inga underarter finns listade i Catalogue of Life.